# Serrat Rodó (Sant Vicenç de Castellet)
El Serrat Rodó és una muntanya de 329 metres que es troba al municipi de Sant Vicenç de Castellet, a la comarca catalana del Bages.